# Flavour and Fragrance Journal
Das Flavour and Fragrance Journal, abgekürzt Flavour Frag. J.,  ist eine wissenschaftliche Fachzeitschrift, die vom Wiley-Blackwell-Verlag veröffentlicht wird. Die erste Ausgabe erschien im Jahr 1985. Die Zeitschrift erscheint derzeit mit sechs Ausgaben im Jahr. Es werden Artikel veröffentlicht, die sich mit Aromen und Duftstoffen beschäftigen.
Der Impact Factor lag im Jahr 2014 bei 1,97. Nach der Statistik des ISI Web of Knowledge wird das Journal mit diesem Impact Factor in der Kategorie angewandte Chemie an 22. Stelle von 70 Zeitschriften und in der Kategorie Lebensmittelwissenschaft & -technologie an 36. Stelle von 123 Zeitschriften geführt.